# Arkitektur
För andra betydelser, se Arkitektur (olika betydelser).

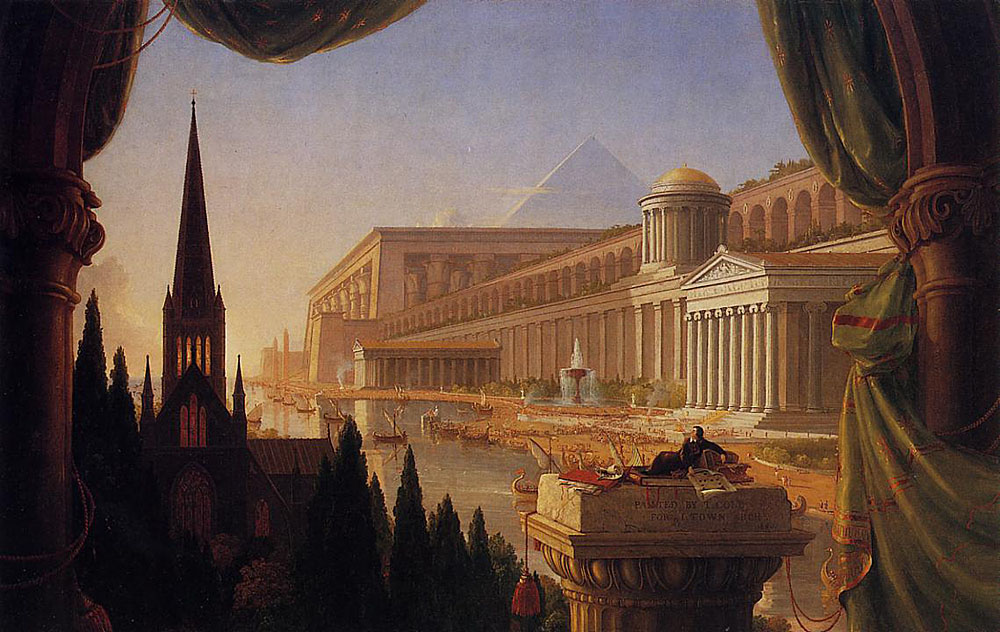
Arkitektens dröm (Thomas Cole).

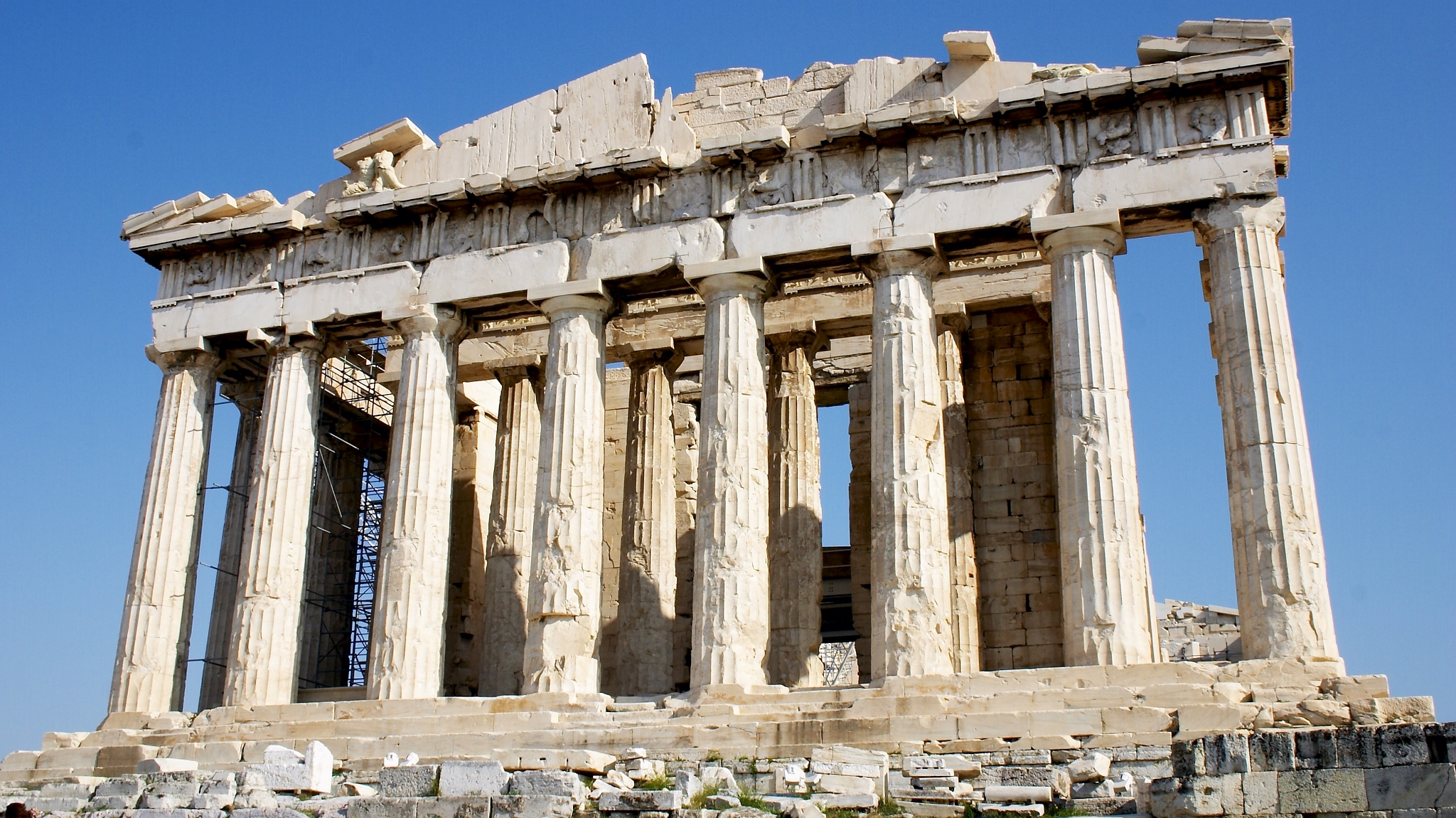
Parthenon, Aten.

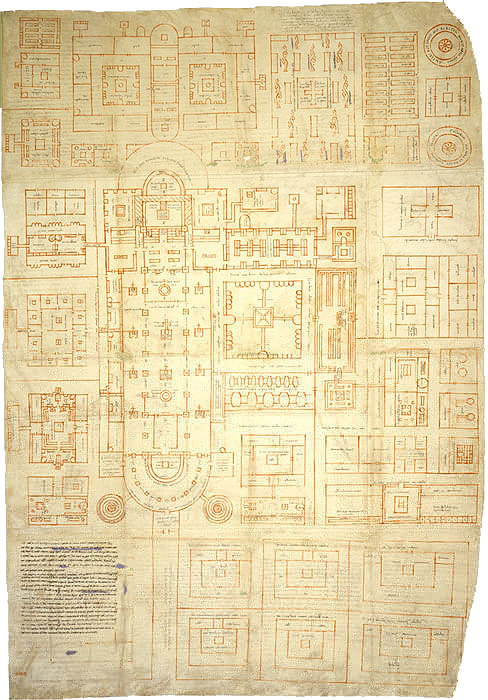
Klosterplanen för Sankt Gallen är en berömd medeltida arkitektritning.

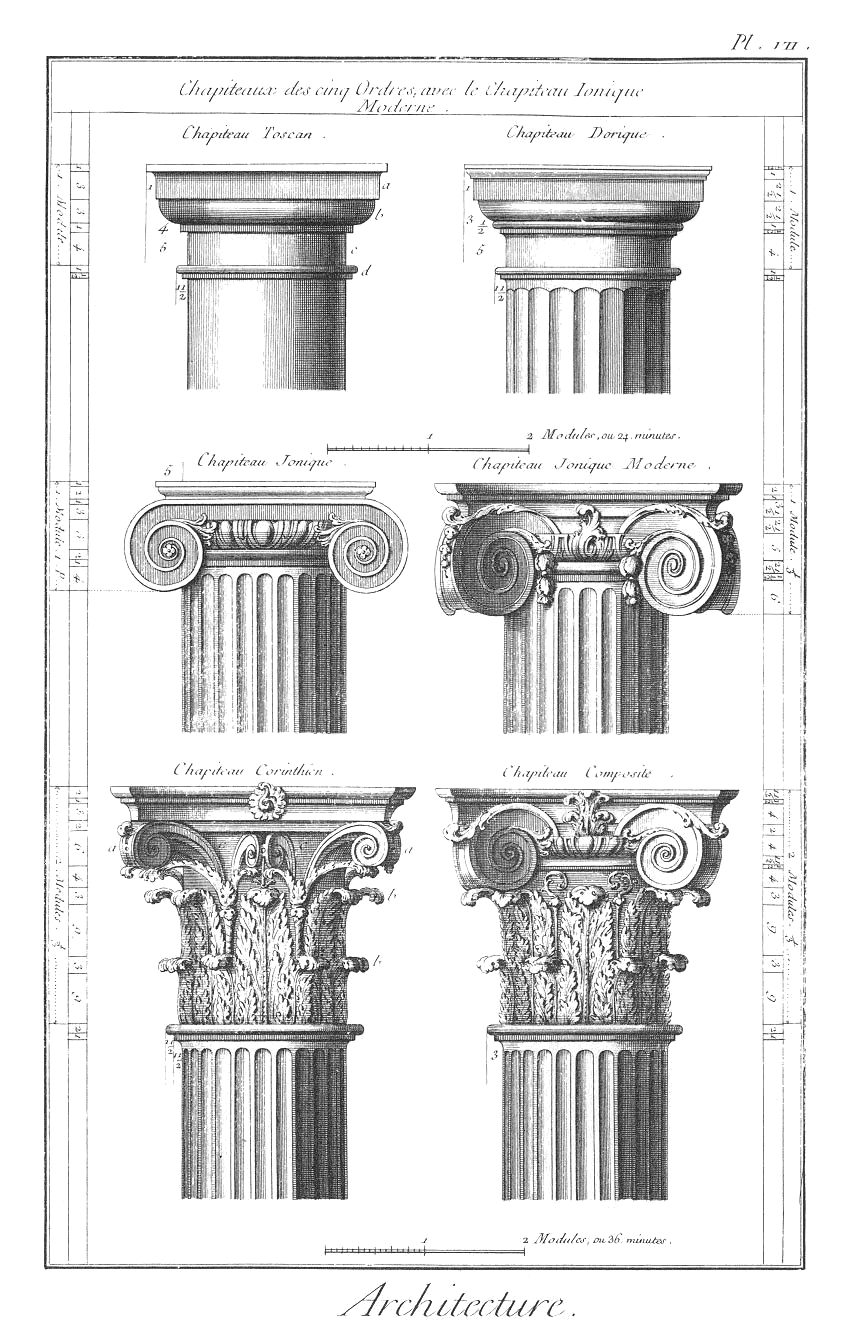
Klassiska kolonnordningar

Katedralen i Florens av Brunelleschi.

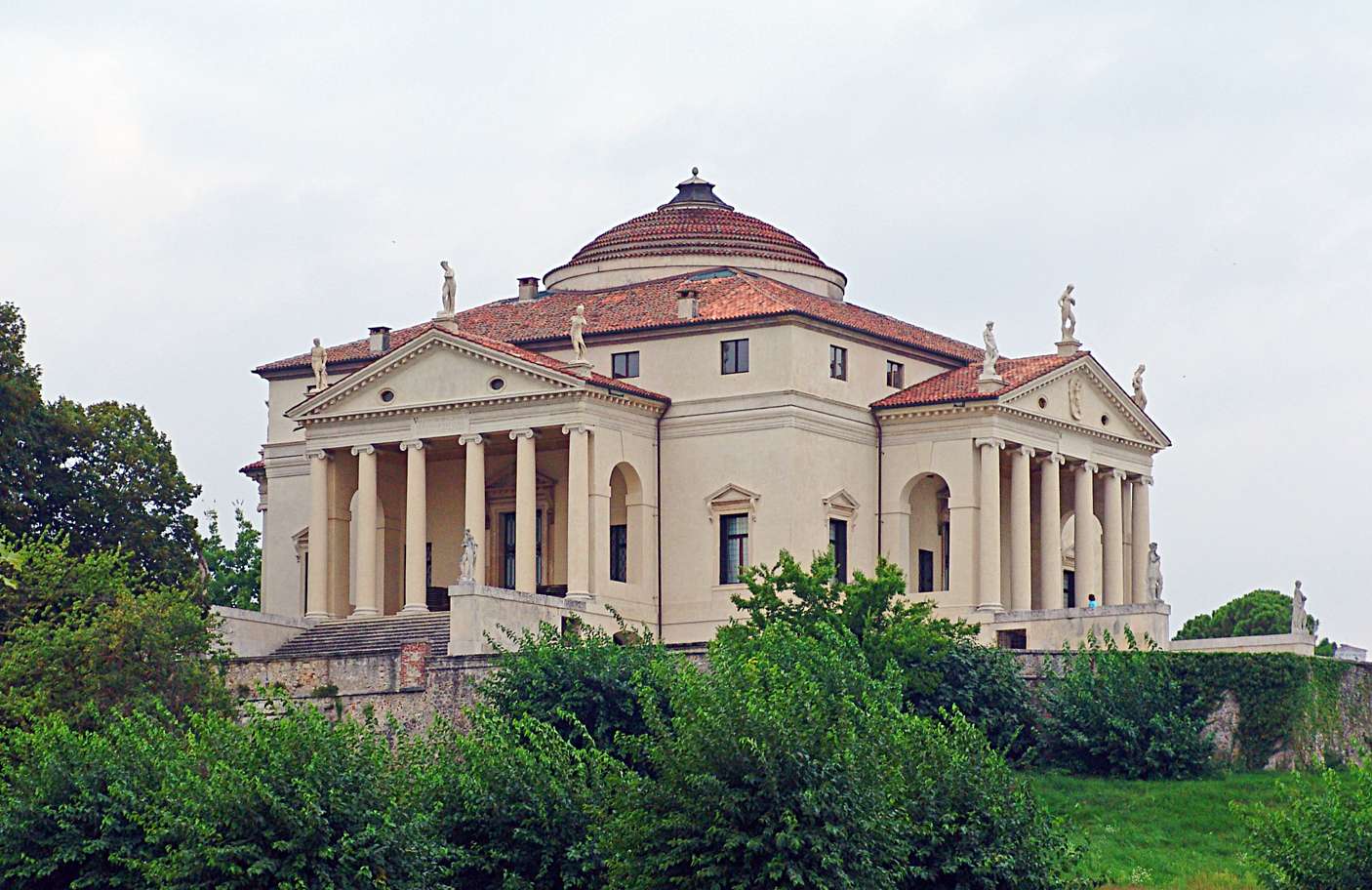
Villa La Rotonda, av Palladio.

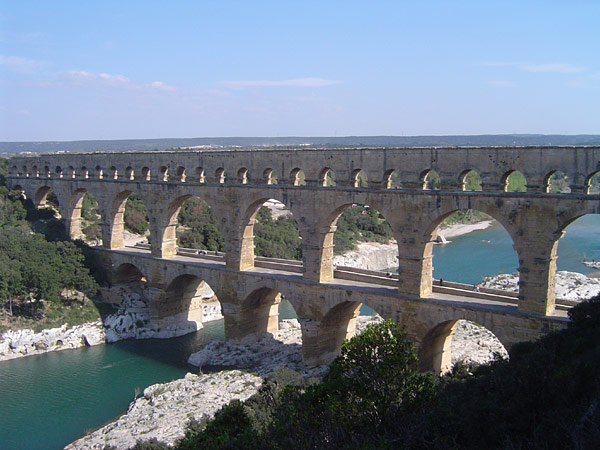
Skönhet, styrka, användbarhet ...

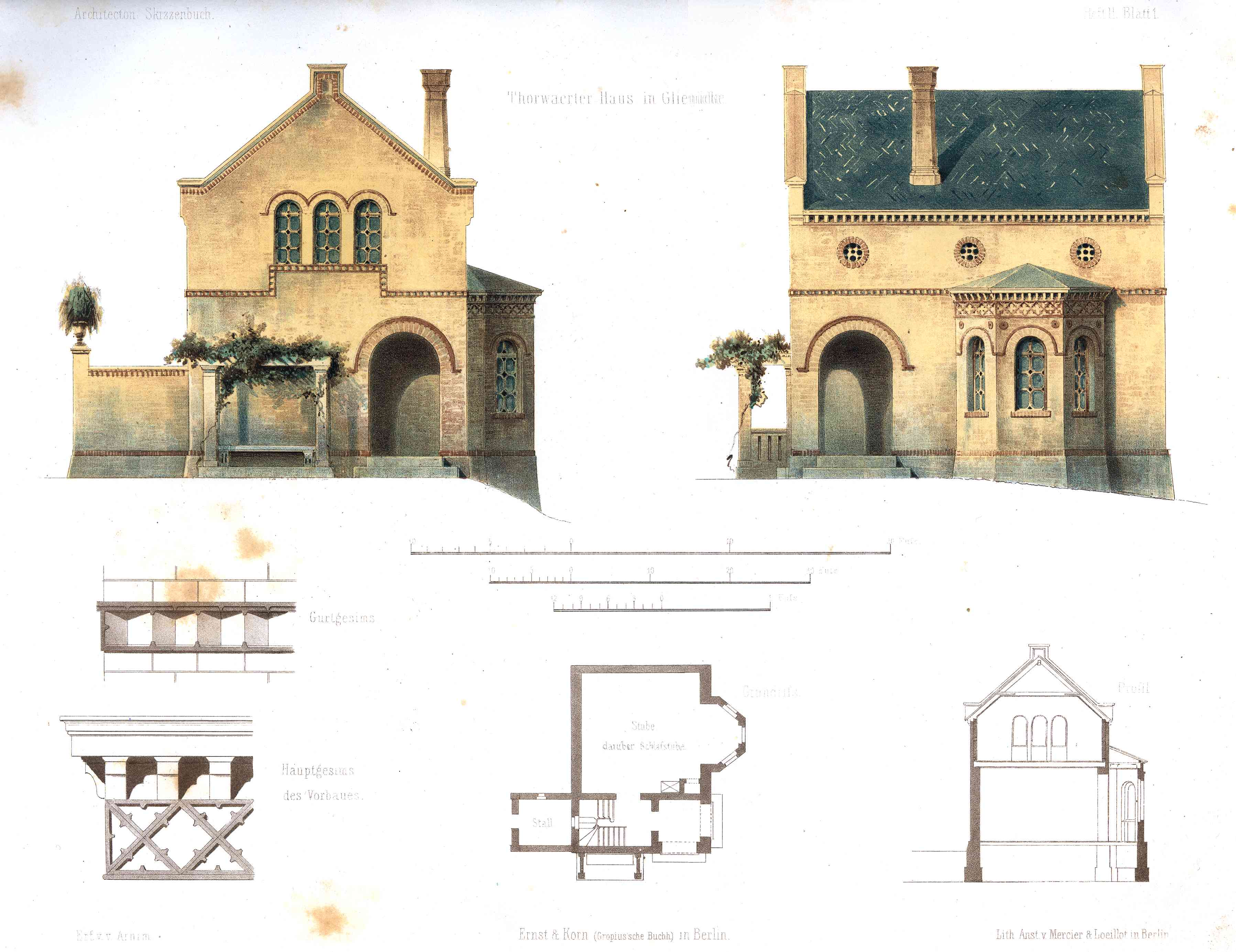
Plan ett hus av Ferdinand von Arnim (1852)

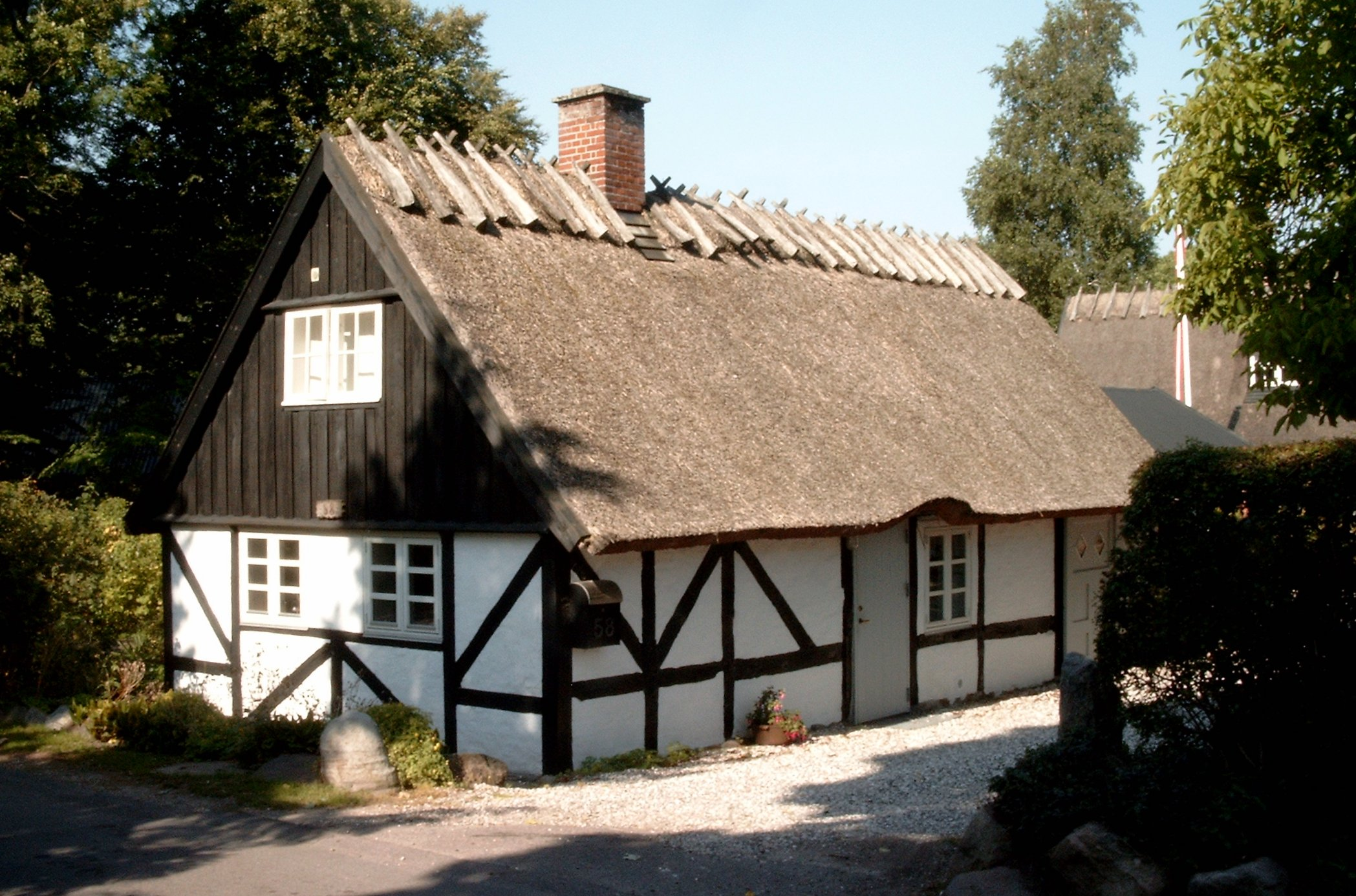
Lantlig arkitektur i Danmark.

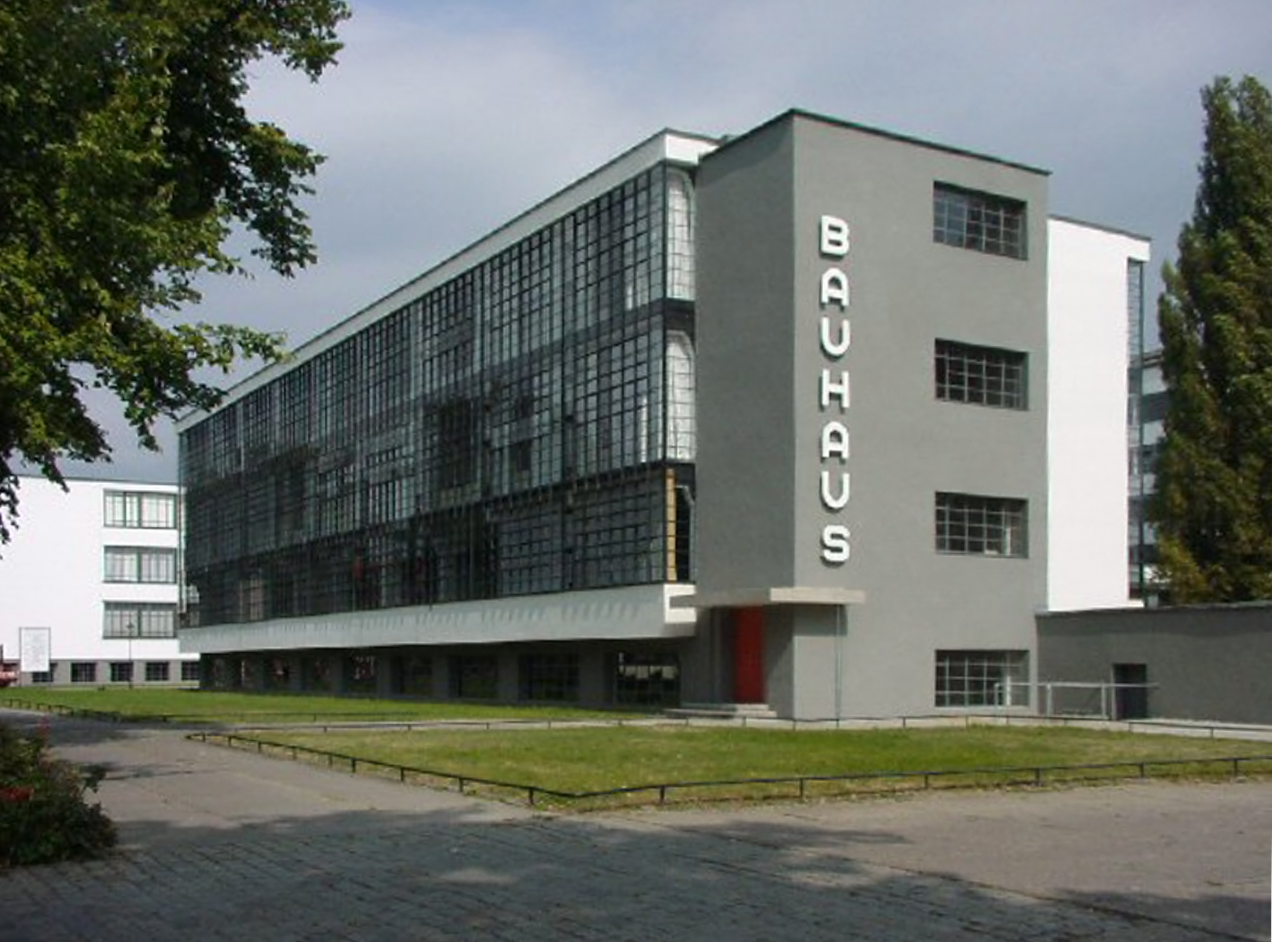
Bauhaus i Dessau, Tyskland

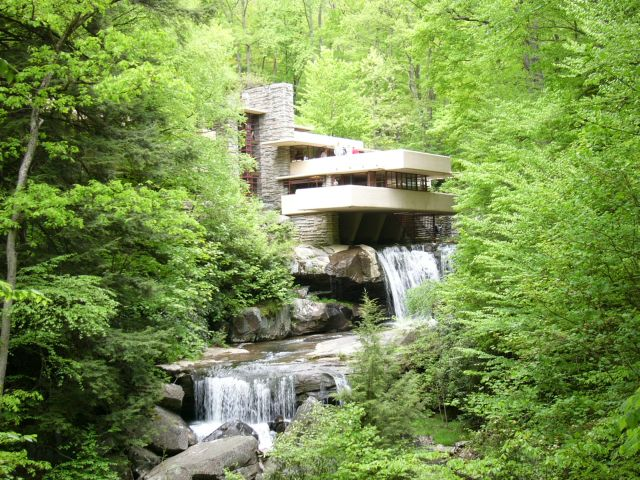
Fallingwater av Frank Lloyd Wright.

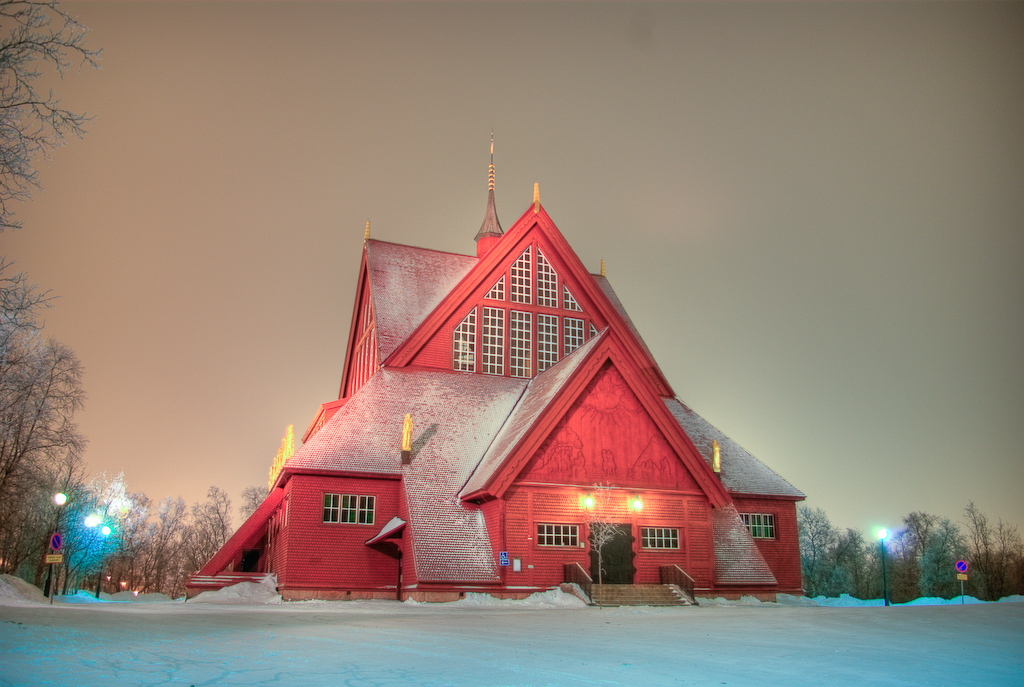
Kiruna kyrka, av Gustaf Wickman.

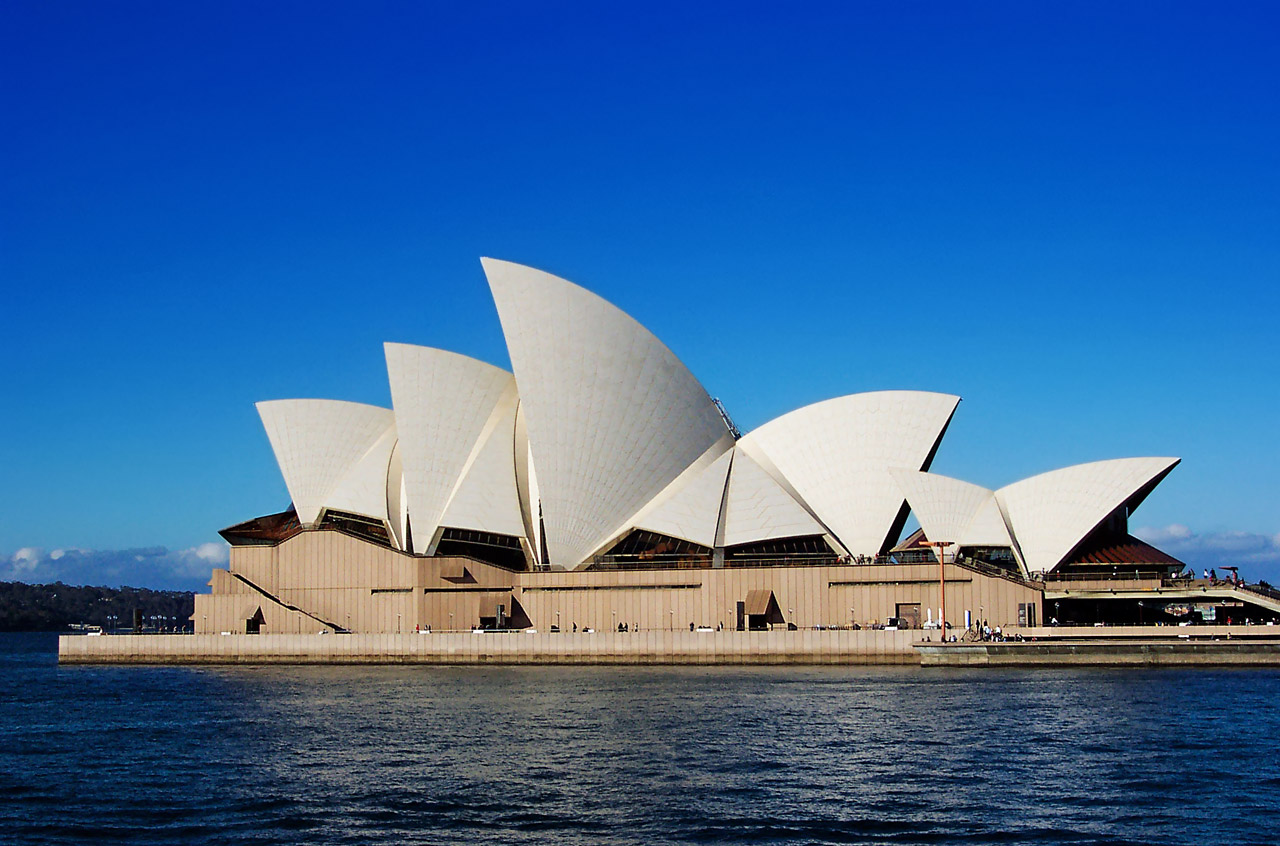
Operahuset i Sydney, av Utzon.

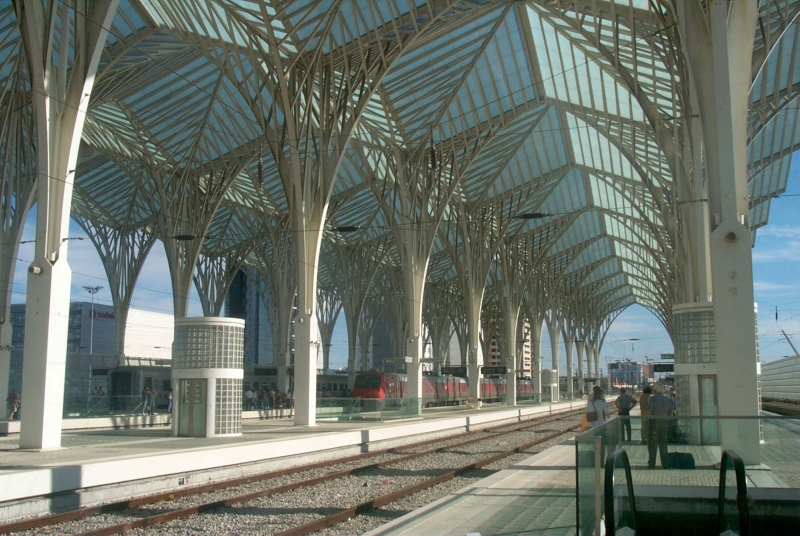
Gare do Oriente, i Lissabon av Santiago Calatrava.

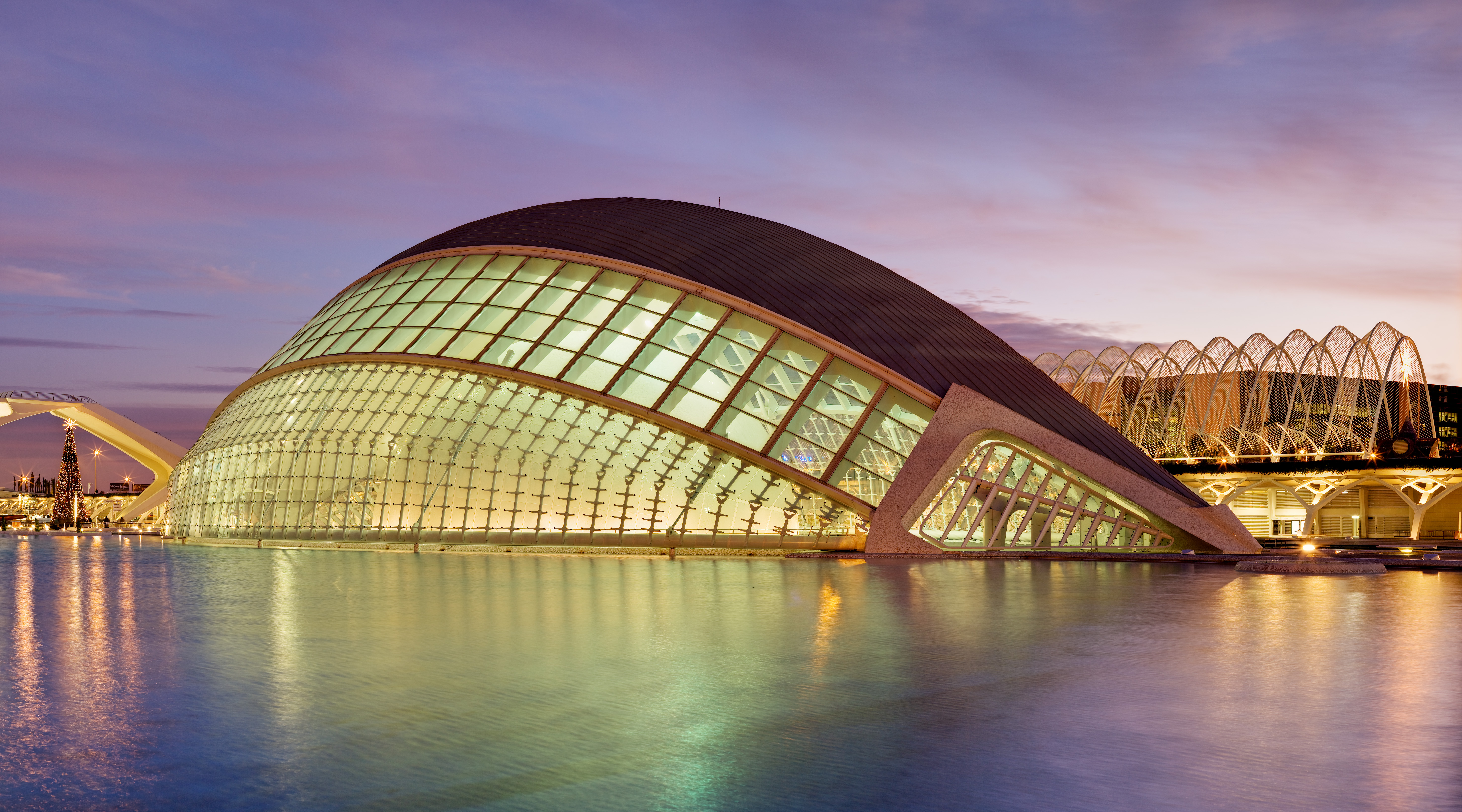
Vetenskapsmuseet prins Filip i Spanien

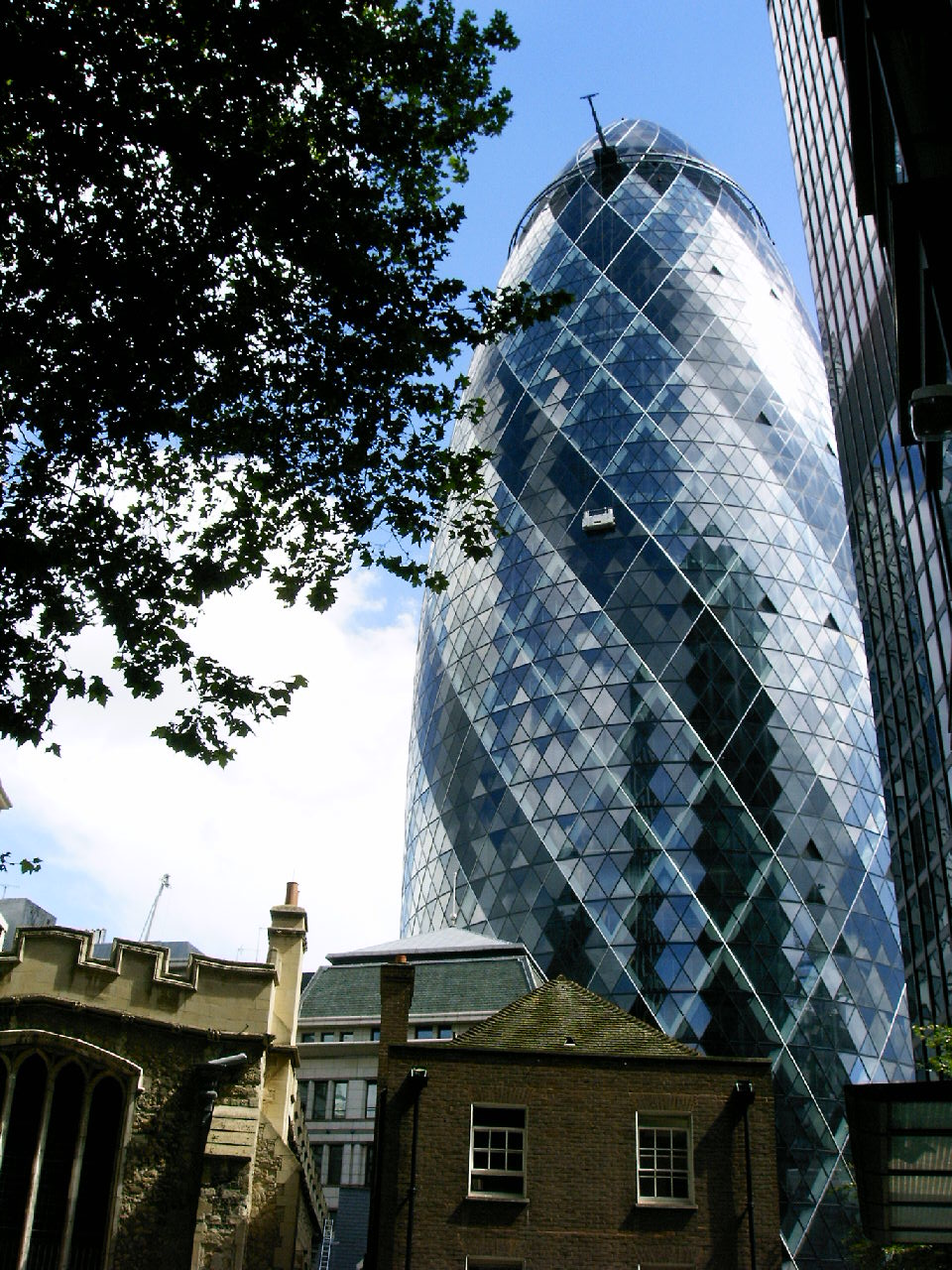
"The Gherkin" (gurkan), 30 St Mary Axe, av Norman Foster - Londons finansområde

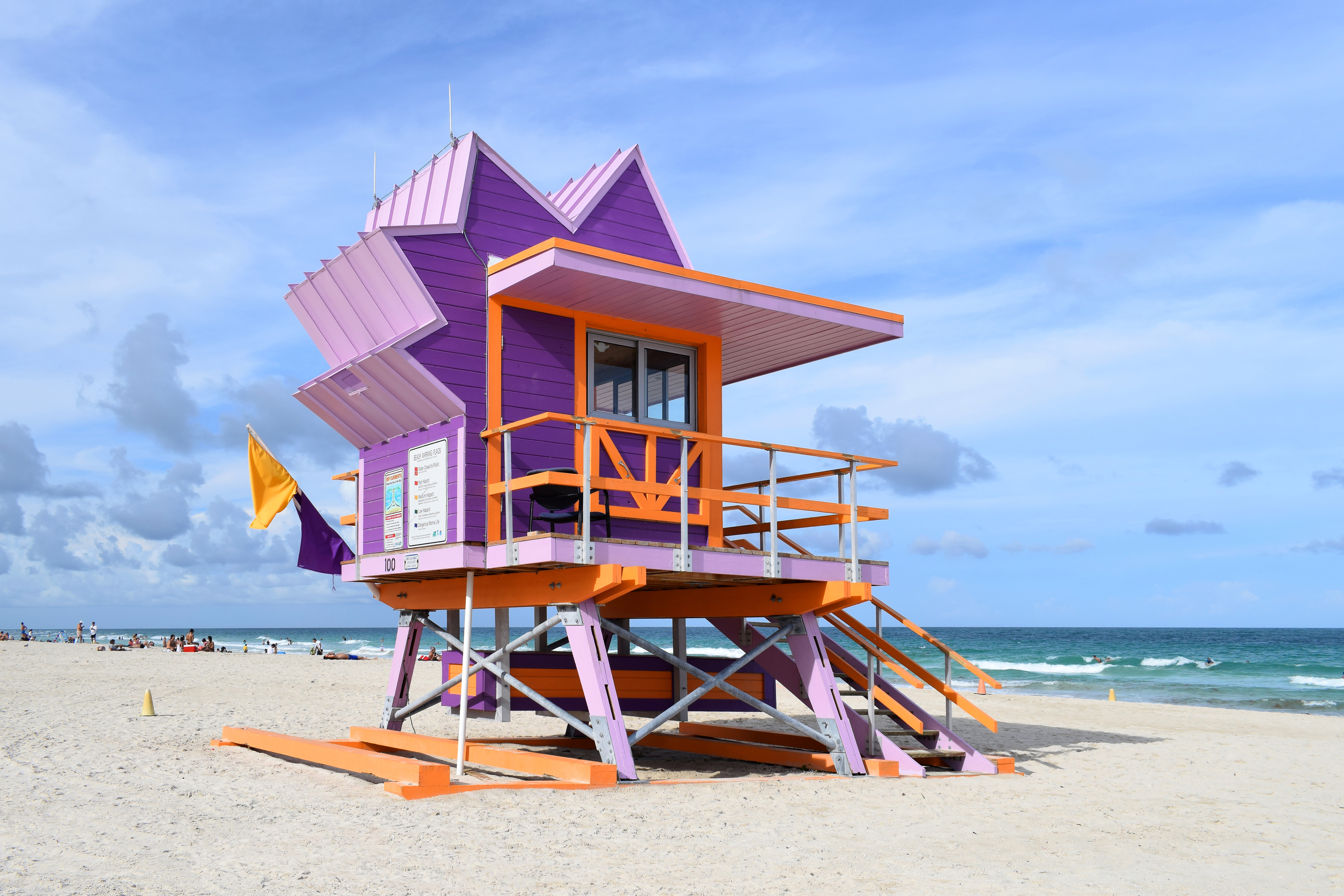
Art déco-stil av William Lane: utsiktstorn för livräddare i South Beach, Florida.

Arkitektur avser allt mänskligt byggande och formande av den fysiska miljön. Arkitektur är också läran om formgivning av i första hand byggnader. Det är emellertid ett multidisciplinärt ämnesområde som verkar mellan konst och vetenskap och även omfattar landskap, städer, interiörer, möbler och enskilda objekt. Enligt det tidigaste bevarade verket i ämnet, Vitruvius' "Tio böcker om arkitektur", är arkitekturens kärna balansen mellan Skönhet (Venustas), Hållbarhet (Firmitas) och Funktion (Utilitas). Den svenske arkitekturhistorikern Elias Cornell sammanfattade, för sina arkitekturstudenter vid Chalmers tekniska högskola, vad arkitektur handlar om i meningen "Estetisk organisation av praktisk verklighet." 
Sedan renässansen räknas arkitektur till de sköna konsterna.
Ordet arkitektur används också inom till exempel datavetenskap och avser då den övergripande strukturen hos ett system.

## Etymologi och tillämpning av termen
Ordet "arkitektur" kommer från grekiska αρχιτέκτων (architekton), "byggmästare". Av kombinationen αρχι- (Archi-), "hövding" eller "ledare" och τέκτων (tekton), en "byggare" eller "snickare". 
Medan den första tillämpningen av ordet "arkitektur" hänför sig till byggd miljö har i begreppets förlängning termen kommit att beteckna konst och disciplin för att skapa en verklig (eller sluta sig till en antydd eller skenbar) plan av något komplext objekt eller system. Termen kan användas för att beskriva den underförstådda arkitekturen av matematik eller av abstrakta ting som musik, den tydliga arkitekturen av naturliga objekt, till exempel geologiska formationer eller strukturen i biologiska celler, eller den uttryckligen planerade arkitekturen av föremål som människan tillverkat som mjukvara, datorer, näringsliv och databaser, utöver byggnaderna. I varje användning, kan en arkitektur ses som en subjektiv avbildning från ett mänskligt perspektiv (en användare i fråga om abstrakta eller fysiska artefakter) till inslag eller komponenter av någon typ av struktur eller system, som bevarar förbindelserna mellan delarna eller komponenterna.

## Begreppet definieras
I den snävare innebörden av begreppet klassisk arkitektur menas i konsten och/eller vetenskapen den planerade utformningen av den byggda mänskliga miljön, det vill säga konfrontationen mellan det av människan skapade rummet och det särskilda samspelet mellan människan,  (det av människan skapade) rummet och tiden. Därvid innefattar den klassiska arkitekturen olika aspekter. Dessa är:
- För "byggnadskonsten", en skapande och estetisk gestaltning av byggnadsverk och  anläggningar. Visserligen är begreppet "byggande" i dag inte längre särskilt skarpt. I en utvidgning av begreppet är "arkitektur" i dag i en akademisk betydelse lika med skapandekonsten och gestaltningen av rummet i allmänhet.

- Som titel på en "byggnadstypologi" (här också i plural).

- Som en beteckning för arkitektens verksamhetsområde.

- Som en allmän term för arkitektens arbete.

- Som beteckning för "byggandets vetenskap".

- I snäv mening byggnader eller grupper av byggnader av särskild betydelse eller med konstnärlig kvalitet.[4]

Sedan århundraden tillbaka har med arkitektur i allmänhet menats konsten att bygga. Arkitektur var gestaltningen av byggnadsverk, konsten att bygga, därav uttrycket konst. Arkitektur handlar om enskilda byggnadsverk, främst då byggnader ovan jord. Listan över byggnadsverk efter funktion ger en översikt över de olika uppgifterna. I större skala handlar det om utformningen av städer och stora byggnader och samspelet mellan byggnader och deras omgivning. Landskapsarkitektur å andra sidan handlar om gestaltningen av landskapet från en arkitektonisk synvinkel. Inredningsarkitektur har som sin uppgift att utforma byggnadernas interiör, ett delområde är till exempel utformning av utställningar. 
Denna definition har emellertid sedan början av 1900-talet varit kontroversiell. Uttalat blir de flesta definitionsförsök bara förståeliga i samband med vissa typer av debatt om arkitekturens innehåll, uppgift och betydelse, varvid också respektive relevanta byggnader med sina estetiska, tekniska, ekonomiska och politiska konsekvenser blir beaktade. Liksom begreppet konst verkar det arkitektoniska begreppet inte möjligt att ge en enkel beskrivning i ord eller som begrepp. 
En sofistikerad definition visar sig vid närmare betraktelse som en kamp för territoriell definition och tillämpningsområde (se därvid skrifter av Michel Foucault) eller ett mer handfast exempel som exkluderande design. På grund av den normativa aspekten blir varje innehållslig bestämning av arkitekturen en kontrovers och är i sin kärna ideologiskt präglad. Varje försök till definition - om den innehåller en eftertanke - är redan arkitekturteori. Definitionen av arkitektur bygger till stor del på attityd och den definierande personens värdesystem, om det är ägaren, arkitekten eller arkitekturteoretikern. 
Det faktum att utvärderingar av arkitekternas respektive verk utmynnar oftast i en kontrovers, det är oundvikligt, eftersom det inte bara är en tävling för talanger och färdigheter, utan också handlar om giltigheten för de individuella värdesystemen. Genom spännvidden i åsikterna om arkitektur har vi idag genom arkitekturen fått en stor formrikedom.

## Den klassiska triaden: skönhet, styrka, användbarhet
De metoder som används för arkitektonisk formgivning är mer avancerade än sina principer genom tiden. 
Enligt de äldsta texterna vi känner till om arkitektur, Om arkitektur, av Vitruvius, skall arkitekturen skapa en harmonisk och balanserad kombination av tre motstridiga principer: 
- Skönhet (Venustas)
- Styrka (Firmitas)
- Användbarhet (Utilitas).

Denna treklang har varit grundläggande, men deras namn har genom tiderna varierat och fokuserat på andra aspekter av dessa tre begrepp, enligt följande: 
| Vitruvius                                           | Utilitas                                 | Firmitas                          | Venustas                                                |
| --------------------------------------------------- | ---------------------------------------- | --------------------------------- | ------------------------------------------------------- |
| Leon Battista Alberti (1400-talet)                  | Behov                                    | Bekvämlighet                      | Lustfylldhet                                            |
| François Blondel (1600-talet)                       | Distribution                             | Byggande                          | Utsmyckning                                             |
| Jacques François Blondel (1700-talet)               | Bekvämlighet                             | Styrka                            | Godkännande                                             |
| Hector Guimard (1800-talet och 1900-talet)          | Harmoni                                  | Logik                             | Känsla                                                  |
| Pier Luigi Nervi (1900-talet)                       | Funktion                                 | Ordning                           | Form                                                    |
| Christian de Portzamparc (1900-talet och 2000-talet | Perception (levande organ, fenomenologi) | Produktion (teknik, konstruktion) | Representation (estetik och ideologi, modeller, stilar) |

En undersökning gjord av psykologen David Halpern med en grupp arkitekturstudenter å ena sidan och en kontrollgrupp av genomsnittsbefolkning som fick betygsätta byggnader på foto visade att dessa två grupper hade mycket olika uppfattning om vad som var en  attraktiv byggnad, där arkitektgruppens favoriter fick lägsta betyg och vice versa. Trenden blev mer uttalad ju längre arkitektstudenterna hade kommit i sin utbildning. Arkitekturpriser innefattar aldrig allmänhetens uppfattning om formen. En konsekvens av arkitekternas och allmänhetens olika uppfattningar om byggnadsestetik är bland annat överklaganden mot nybyggnation.

## Utvidgning av arkitekturens domäner
Den arkitektoniska teorin beskrivs i en kontinuerlig serie föredrag som har bevarats från antiken. 
Arkitekturens utövande fordrar, förutom att man behärskar de discipliner som hör till arkitektur (programmering, sammansättning, rendering, konstruktion, mätningar, computer-aided design), kunskap om relevanta områden inom konsten (design, dekorativ konst, etc. ..), matematik (beskrivande geometri, algebra), fysik (fysik, kemi och hållfasthetslära, statik), rättskunskap (civilrätt , byggregler, konstruktionsregler, historia (arkitekturhistoria, städernas historia, arkeologi, sociologi, statsvetenskap, antropologi). 
Arkitekturen fungerar på många nivåer, från utformning och genomförande av delar av timmermansarbeten eller dekorativa element, till hela städer, samtidigt som den är inriktad också på de mellanliggande former såsom hus, sjukhus, stadshus, skolor, affärer, domstolar, kyrkor osv. 
Det är fel att betrakta inredningsarkitektur eller stadsbyggnad som specialiserade områden, som om inredningen är oberoende av de individuellt utformade byggnader som innehåller den, eller som om staden är oberoende av de byggnader som utgör den.

## Frågan om stil
När man tänker på någon form av klassificering av olika arkitektoniska verk som observeras i tid och rum, gör man åtskillnad på byggnader och områden genom idén att de har en stil som skiljer sig från en annan. 
Traditionellt har begreppet "stil" innehållit en viss uppsättning faktorer och formella egenskaper hos byggnader: de mer primära faktorerna är något som förenar i form, och framför allt i dess arkitektoniska detaljers estetiska och konstruktiva utformning. Från detta begrepp är då, naturligtvis, den bärande tanken att de olika stilarna har olika "regler". Dessa regler kan användas i särskilda fall. Arkitekturen som yrke, enligt detta synsätt, skulle då reduceras till en enkel sammanfogning av regler och systematik. 
Detta är en idé som efter olika rörelser inom arkitekturen, den moderna arkitekturen (och till och med den postmoderna som återigen börjat diskutera stilen), har blivit föråldrad och passionerat bekämpas. Arkitekturen har, åtminstone i teorin och i den akademiska världen, kommit att effektivt definiera sin domän: arbetet med "det beboeliga rummet" (rymden). Vad som bedömdes vara "stil" har då helt enkelt blivit ett historiskt skede eller en skola. Trots att det verkar vara en trivial förändring, visar det hur stort djup den nya variabeln har: definitionerna av de historiska begreppen och arkitekturstilarna gäller inte längre och blir i stället ett uttryck för individuella tolkningar av varje arkitekt (eller grupp av arkitekter), av vad han bedömer vara arkitektur. 
Så om man kan tala om en historisk stil (Barock, klassisk arkitektur, gotisk stil osv., så är det också möjligt att tala om en individuell stil ( Wrightiana, Corbuseana, etc.).

## Några åsikter om begreppet arkitektur
- Leon Battista Alberti (De Re Aedificatoria 1452?) "... Arkitekten (architectore) kommer att vara den som med en metod och ett bestämt och beundransvärt förfarande har studerat hur man kan utforma i teorin och även utföra i praktiken, vilket verk som helst, från förflyttning av vikter och förenandet och ihopsättandet av kroppar, anpassar man sig, på ett vackert sätt, till människans egna behov (från Proemio). 'Byggnadskonsten som helhet består av skissande och dess materialisering (...) skissen kanske är en bestämt och enhetlig skrift, skapad i det abstrakta, som gjorts på grundval av linjer och vinklar och som förts till förverkligande av ett sinne och en bildad intelligens" (från Lib. I, Kap. I).
- Carlo Lodoli (A. Memmo: Elementi dell'Architettura Lodoliana1786) "Arkitekturen är en intellektuell och praktisk vetenskap inriktad på att skapa en rationell och god användning och goda proportioner på artefakter och att lära känna genom erfarenhet materialens natur av vilka den består"(från Vol. I, Kap. VI).
- J. N. Louis Durand (Precis des leçons d'Architecture 1801 -1803) "Arkitektur är konsten att komponera och genomföra alla offentliga byggnader och privata (... ) bekvämlighet och ekonomi är de medel som arkitekturen naturligt kan använda och de källor ur vilka den måste dra fram sina principer (...) så att en byggnad är bekväm vilket betyder att den måste vara fast, säker och bekvämt byggd (...) en byggnad blir mycket billigare ju mer symmetrisk den är, ju mer regelbunden och enklare den är" (från Inledningen till Vol. I).
- John Ruskin (The Seven Lamps of Architecture (Arkitekturens sju lampor) 1849) "Arkitekturen är konsten att lyfta och inreda byggnader konstruerade av människan, oavsett destination, så deras utseende bidrar till hälsa, styrka och glädje i sinnet" (från Kap I).
- Eugène Viollet-le-Duc (Dictionnaire raisonné..., 1854 -1868) "Arkitekturen är konsten att bygga. Den består av två delar, teori och praktik. Teorin innefattar: konsten i sig, de regler som föreslås av den goda smaken, som kommer ur traditionen, och vetenskapen, som bygger på fasta och bestämda formler. Praktiken är tillämpningen av teorin på behoven; är den praxis som kommer av konsten och vetenskapen och materialens natur, genom klimat, en epoks traditioner, nödvändigheterna under en period" (från "arkitekturens" röst).
- Adolf Loos (Arquitectura, 1910) "Ett hus måste tilltala alla, till skillnad från konstverket som inte behöver tyckas om av någon. Konstverket är en privat angelägenhet för konstnären. Det är inte byggnaden. Konstverk tar plats i världen utan att finns något som helst krav som tvingar det att födas. Huset fyller ett krav. (...) Konstverket är revolutionerande, huset är konservativt. (...) kan det inte vara så att huset inte har någonting att göra med konst och att arkitekturen inte bör räknas in bland konsterna? Det stämmer. Endast en del, mycket liten, av arkitekturen hör det konstens område: begravningsmonumentet och minnesvården. Allt annat, allt som har ett ändamål måste undantas från konstens imperium."
- Le Corbusier (Vers une Architekture 1923) "Arkitekturen är bortom de nyttiga fakta. Arkitektur är ett plastiskt faktum. (...) Arkitektur är skickliga spelet, korrekt, det magnifika med volymer i svagt ljus. (...) Dess innebörd och dess uppgift är inte bara att återspegla byggandet och ta emot en funktion, för genom funktionen förstår man den rena och enkla användbarheten, den som kommer ut komfort och den praktiska elegansen. Arkitekturen är konst i dess högsta bemärkelse, det är matematisk ordning, det är ren teori, full harmoni tack vare den exakta proportionen av alla relationer: detta är denna arkitekturens "funktion"."
- Nikolaus Pevsner (An outline of European Architecture (En skiss över den europeiska arkitekturen) 1945) "En cykelbyggnad är en byggnad; Lincolnkatedralen är ett arkitektoniskt arbete (...) ordet arkitektur gäller endast för byggnader som utformas för att få ett estetiskt utseende."
- Louis Kahn (från en föreläsning vid tekniska högskolan i Milano, 1967) "Först och främst måste jag säga att arkitekturen inte existerar. Det som finns är ett arkitektoniskt arbete. Och ett arkitektoniskt arbete är ett erbjudande om att detta arbete skulle kunna omvandlas till en del av den arkitektoniska guldskatten. Inte alla byggnader är arkitektur (...) Programmet som man tar emot och den arkitektoniska översättningen måste komma från människans ande och inte från materiella instruktioner."
- Gilles Ivain (Formulario para un nuevo urbanismo (Regler för en ny ny urbanism), 1958) "Arkitektur är det enklaste sättet att formulera tid och rum, att forma verkligheten, få människor att drömma. Det är inte bara en gemensam och en plastisk modulering, som är ett uttryck för en accepterad skönhet, utan också en inflytelserik modulering, som är en del i den eviga utvecklingen av mänskliga önskningar och framstegen vid uppkomsten av dessa önskningar."
- Eduardo Carretero (Fragmentos de un credo apócrifo (Fragment av en apokryfisk lära), 2005) "(Arkitektur) är inte viktigt i sig. Den är viktig för det den provocerar, för det den påverkar vårt handlande, för det den uppmanar till klarsynt dröm och sammanträffandet med de glömda delarna av existensen (...) (den är också viktig) som ett redskap för kunskap, som ett medel för frigörelse (...) en arkitektur som inte uppfattas den är icke-existerande (...) föregripande och minne är de egenskaper som placerar den i tiden, närvaro och avsaknad är fysiska egenskaper som placerar den i rymden, (...) den är handlingen som utropar den möjliga verkligheten."

I allmänhet har alla stora arkitekter av nittonhundratalet, bland vilka kan nämnas Mies van der Rohe, Le Corbusier, Frank Lloyd Wright, Louis Kahn eller Alvar Aalto, gett en distinkt definition åt sitt yrke, som fokuserar dess syfte på olika sätt. Mycket intressant som ett kompendium och som reflexion över olika definitioner av arkitektur genom historien är verket "Architectura in Nuce" (Arkitektur i Nuce) av den italienske kritikern Bruno Zevi.